# Place Marcel-Cerdan
La place Marcel-Cerdan est une voie située dans le quartier de Grenelle dans le 15e arrondissement de Paris.

## Situation et accès

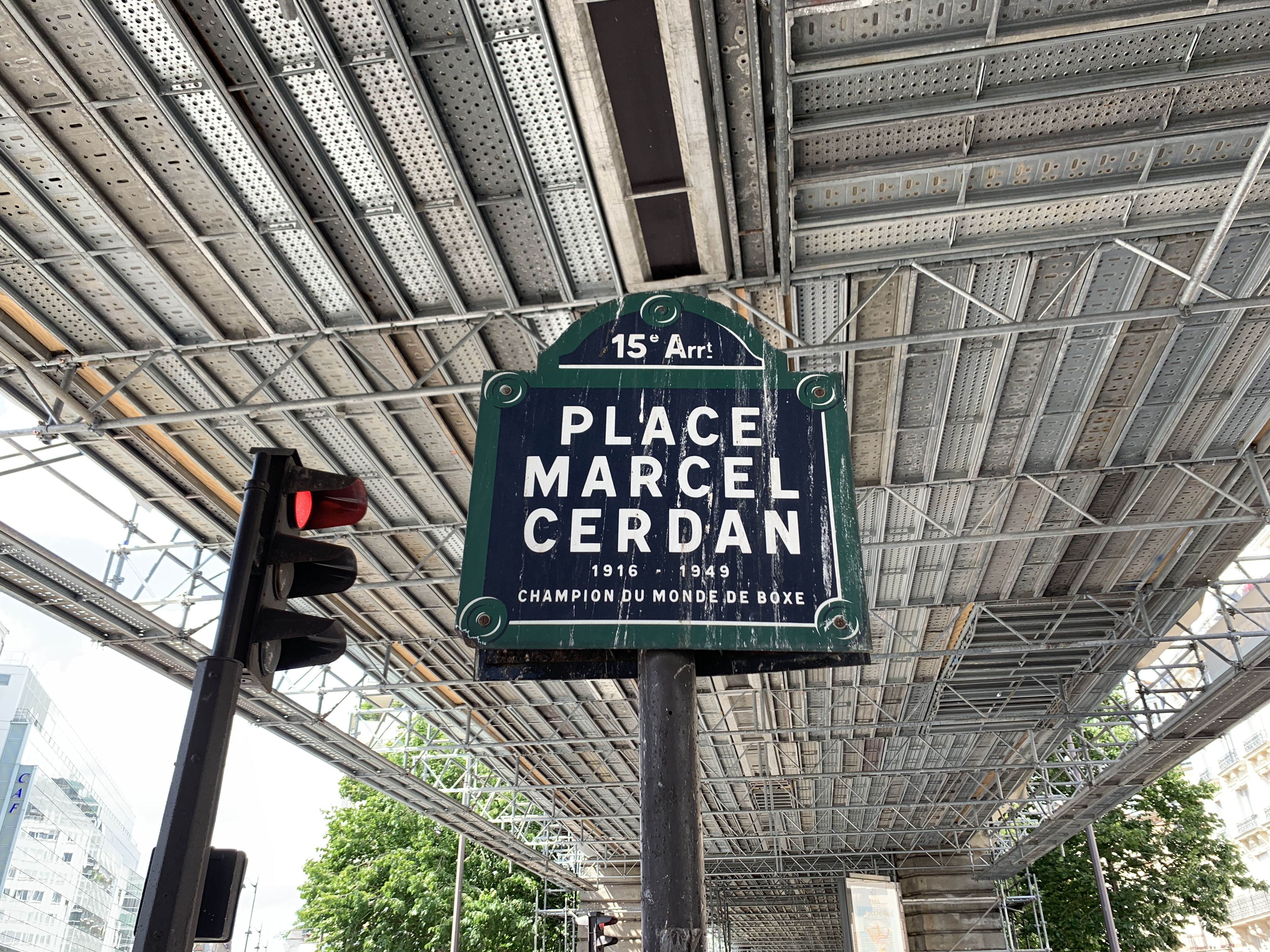
Plaque, sous la ligne de métro.

La place Marcel-Cerdan est desservie à proximité par la ligne 6 à la station Dupleix.

## Origine du nom
Elle porte le nom du boxeur français Marcel Cerdan (1916-1949).

## Historique
La place est créée sur l'emprise des voies qui la bordent et prend son nom actuel en 1998.